# Esaias Tegnér
Esaias Tegnér (Kyrkerud, 13 de novembro de 1782 — Växjö, 2 de novembro de 1846) foi um poeta sueco.Foi membro da Academia Sueca (1818-1846), bispo de Växjö e professor de Grego na Universidade de Lund.
Foi enormemente apreciado na sua época, após a publicação do poema Frithiofs saga em 1825.

## Vida pregressa e primeiros escritos
Seu pai era pastor, e seus avós, de ambos os lados, eram camponeses. Seu pai, cujo nome era Esaias Lucasson, adotou o sobrenome Tegnérus — alterado por seu quinto filho, o poeta, para Tegnér — da vila de Tegnaby, na província de Småland, onde nasceu. Sua mãe se chamava Sara Maria Seidelius.
Em 1799, Esaias Tegnér, ingressou na Universidade de Lund, onde estudou, entre outras disciplinas, grego, latim, filosofia e estética. Em 1802, tornou-se bacharel e mestre em artes, em 1803, docente em estética e, em 1805, professor da mesma disciplina, em 1808, professor interino de estética e, em 1812, professor de grego. Em 22 de agosto de 1806, casou-se com Anna Maria Gustava Myhrman, por quem era apaixonado desde 1799, e com ela teve seis filhos.
Também em 1812, foi ordenado sacerdote da Igreja da Suécia, e recebeu um pastorado fora de Lund como prebenda; continuou a trabalhar como professor em Lund até 1824, quando foi feito bispo de Växjö, para onde se mudou em 1826. Permaneceu em Växjö até sua morte, vinte e dois anos depois.
Seu primeiro grande sucesso foi uma canção de guerra ditirâmbica para o exército de 1808. Em 1811, seu poema patriótico Svea ganhou o grande prêmio da Academia Sueca e o tornou famoso. No mesmo ano foi fundada em Estocolmo a Associação Gótica (Götiska förbundet), uma espécie de clube de jovens e patriotas homens de letras, dos quais Tegnér rapidamente se tornou o chefe. O clube publicou uma revista, intitulada Iduna, na qual imprimiu uma grande quantidade de poesia excelente e ventilou suas opiniões, particularmente no que diz respeito ao estudo da literatura islandesa e da história nórdica antiga. Tegnér, Geijer, Afzelius e Nicander se tornaram os membros mais famosos da Liga Gótica.
O nacionalismo da época andava de mãos dadas com o liberalismo, e Tegnér, durante seu período mais produtivo (1812–1824), também expressou suas opiniões sobre política, que eram evidentes já em 1808 em poemas como Fördragsamhet (Tolerância), que mais tarde foi reescrito e publicado como Fridsröster (Vozes da Paz). Em Hjelten (O Herói, 1813), ele anuncia no contexto da Revolução Francesa: "O que está deteriorado será derrubado / e o novo e saudável crescerá / da destruição". Em Den vaknade Örnen (A Águia Desperta, 1815), ele celebra o retorno de Napoleão de Elba. Em Nyåret 1816 (Ano Novo de 1816), ele despreza a política reacionária de Metternich e da Santa Aliança. Em um famoso discurso proferido por Tegnér em 1817, ele celebra a Reforma Protestante como um avanço para a liberdade e o progresso humanos e elogia os movimentos de libertação nacional de sua época. Em Epilog vid magister-promotionen (Epílogo na Apresentação do Mestre, 1820), Tegnér também ataca os reacionários no âmbito da literatura. E em 1824, Tegnér escreve: "Não devemos esquecer que os [reacionários] têm alguns milhões de baionetas à sua disposição na Europa e, portanto, pelo menos por enquanto, são os mais fortes. Não é demais se cada um que pode empunhar uma caneta empreender a causa dos liberais, que é, no entanto, acima de tudo, a da luz e da humanidade."
Ele também escreveu muitas cartas, deixando uma extensa correspondência, que reflete seus múltiplos interesses e atividades, arquivadas pela Universidade de Lund.

## Poemas

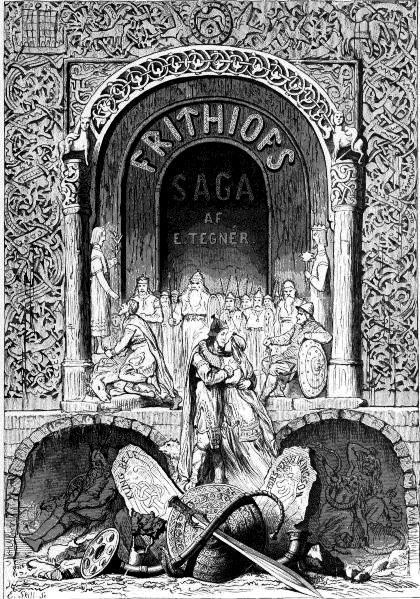
Página de título de Frithiofs Saga (1876)

A maioria dos muitos poemas de Tegnér em Lund são curtos, mas alguns são em letras. Eles ainda são mostrados aos visitantes como o museu Tegnér. Sua célebre Canção ao Sol data de 1817. Ele completou três poemas de caráter mais ambicioso, nos quais sua fama repousa principalmente. Destes, o romance de Axel (1822) e o idílio delicadamente cinzelado de Nattvardsbarnen (1820), traduzido por Longfellow, ocupam um lugar secundário em comparação com a obra-prima de Tegnér de fama mundial.
Em 1820, ele publicou em Iduna fragmentos de um épico no qual estava trabalhando: a saga de Frithjof. Em 1822, ele publicou mais cinco cantos e, em 1825, o poema completo. Já antes de seu último canto, ele era famoso em toda a Europa; o idoso Goethe pegou sua caneta para recomendar aos seus compatriotas este alte, kräftige, gigantischbarbarische Dichtart e desejou que Amalie von Imhoff o traduzisse para o alemão. Esta paráfrase romântica de uma saga antiga foi composta em vinte e quatro cantos, todos diferindo na forma de versos, modelados de alguma forma em uma obra-prima dinamarquesa anterior, Helge de Oehlenschläger.
A saga de Frithjof foi durante o século XIX a mais conhecida de todas as produções suecas. Diz-se que foi traduzida vinte e duas vezes para o inglês, vinte vezes para o alemão e pelo menos uma vez para todas as línguas europeias. Está longe de satisfazer as exigências das pesquisas antiquárias mais recentes, mas ainda assim permite dar a impressão mais recente existente, de forma imaginativa, da vida na Escandinávia primitiva. Uma seção da obra foi posteriormente usada por Max Bruch como base para sua cantata Frithjof de 1864.

## Últimos anos

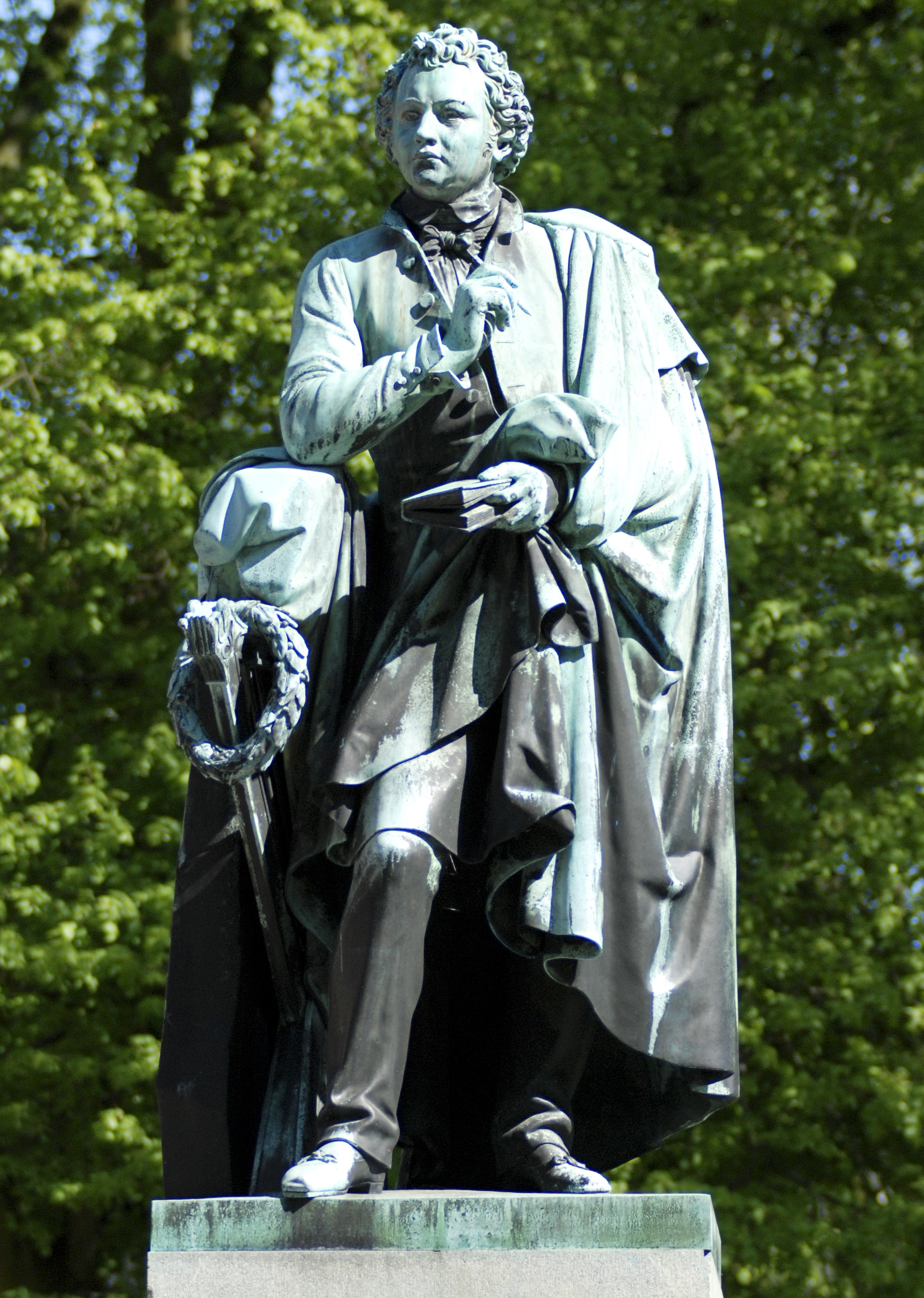
Estátua de Tegnér, perto da catedral de Lund.

O período da publicação da saga de Frithjof (1825) foi a época crítica de sua carreira. Fez dele um dos poetas mais famosos da Europa. Transferiu-o de seu estudo em Lund para o palácio do bispo em Växjö; marcou o primeiro colapso de sua saúde, que até então era excelente; e testemunhou uma crise moral singular na história interior do poeta. Tegnér estava, nessa época, apaixonado por uma certa Euphrosyne Palm, esposa de um vereador de Lund, e essa paixão infeliz, embora tenha inspirado grande parte de sua melhor poesia, fez o sangue do poeta ferver. Desse momento em diante, a crueldade da mulher é um dos principais temas de Tegnér.

### Episcopado
Mesmo sendo um homem sem herança cristã e com pouco interesse em assuntos religiosos formais, ele recebeu a nomeação e o báculo de bispo. Ele não hesitou em aceitá-lo: era uma grande honra; ele era pobre; e estava ansioso para sair de Lund. Assim que, no entanto, começou a estudar para suas novas funções, começou a se arrepender; mas era tarde demais para desistir, e Tegnér tornou-se um bispo respeitável enquanto sua saúde durou.
Ele participou como membro do clero nos parlamentos de 1828-30, 1834-35 e 1840.
Ele tornou-se mal-humorado e melancólico; já em 1833, ele se queixou de calores intensos em seu cérebro e, em 1840, durante uma visita a Estocolmo, ele repentinamente enlouqueceu.

### Deterioração mental
Ele foi enviado para um asilo em Schleswig, e no início de 1841 ele foi curado, e pôde retornar para Växjö. Nos últimos anos, Tegnér começou, mas deixou inacabados, dois importantes poemas épicos, Gerda e Kronbruden. Foi durante sua convalescença em Schleswig que ele compôs Kronbruden. Ele não escreveu mais nada de importante; em 1843 ele teve um acidente vascular cerebral, e em 2 de novembro de 1846 ele morreu em Växjö.

## Honras
Esaias Tegnér recebeu o Grande Prêmio de Poesia em 1811 pelo poema Svea. Ocupou a cadeira 8 da Academia Sueca, para a qual foi eleito em 1818, assumindo-a em 22 de junho de 1819, e em 1835, foi eleito membro da Real Academia Sueca de Ciências. Seu genro, o escritor Carl Wilhelm Böttiger (casado com Disa Tegnér), assumiu a mesma cadeira na Academia Sueca, e seu neto, o linguista Esaias Tegnér (filho de Christofer), assumiu a cadeira 9.

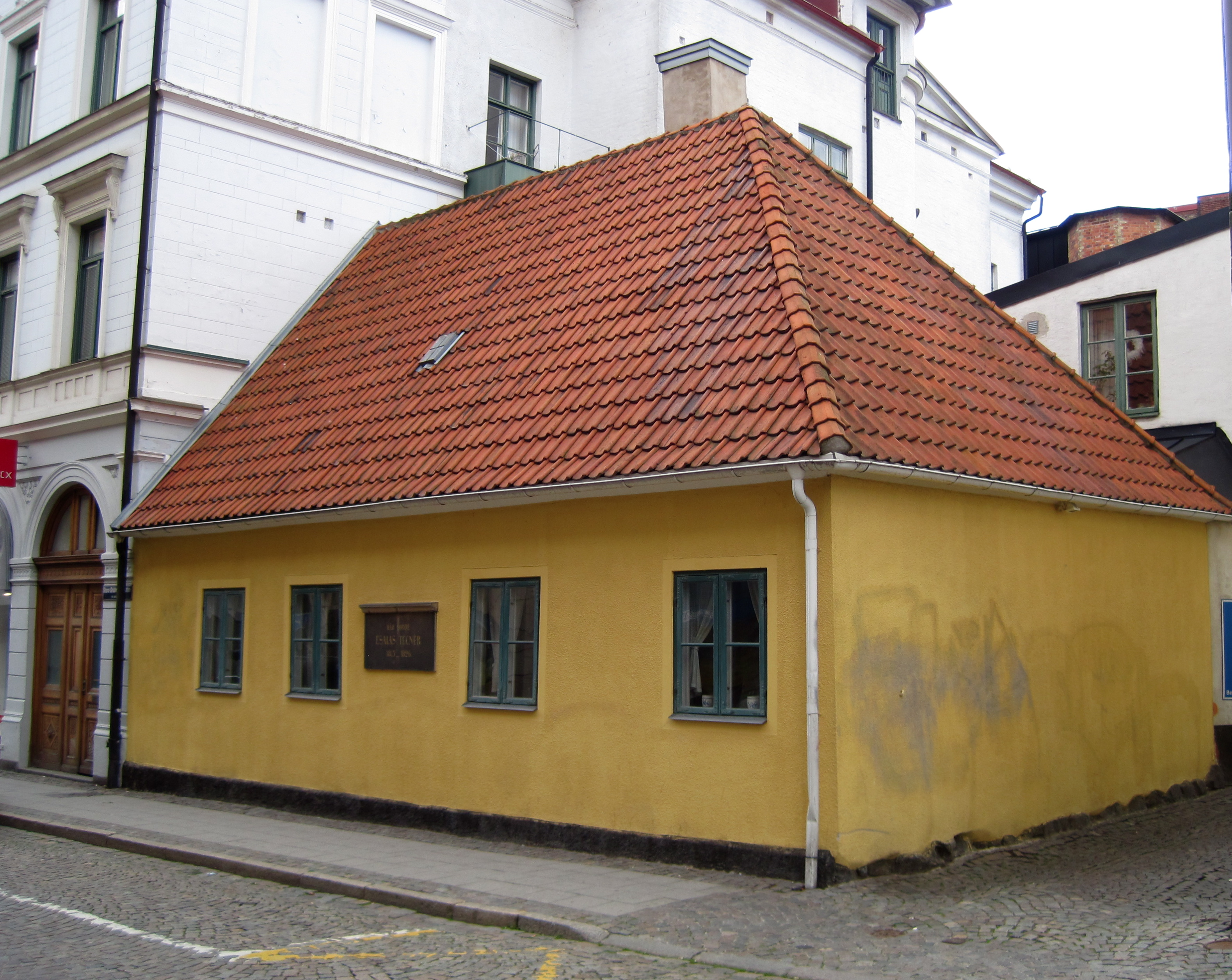
Tegnérmuseet em Lund

### Tegnérmuseet
O Tegnérmuseet é um museu dedicado exclusivamente à vida e obra de Esaias Tegnér. O museu está localizado na casa onde o escritor viveu com sua família de 1813 a 1826, no centro da cidade de Lund. Desde 1997, o museu faz parte da fundação Kulturen, que também opera o museu ao ar livre em Lund.